# Gare de La Verpillière
La gare de La Verpillière est une gare ferroviaire française , de la ligne de Lyon-Perrache à Marseille-Saint-Charles (via Grenoble), située sur le territoire de la  commune de La Verpillière dans le département de l'Isère en région Auvergne-Rhône-Alpes.
Elle est mise en service en 1858 par la Compagnie des chemins de fer du Dauphiné, puis elle deviendra après fusion une gare de la Compagnie des chemins de fer de Paris à Lyon et à la Méditerranée (PLM).
C'est une gare de la Société nationale des chemins de fer français (SNCF), desservie par des trains TER Auvergne-Rhône-Alpes.

## Situation ferroviaire
Établie à 232 mètres d'altitude, la gare de La Verpillière est située sur la ligne de Lyon-Perrache à Marseille-Saint-Charles (via Grenoble), entre les gares ouvertes de Saint-Quentin-Fallavier et de L'Isle-d'Abeau. En direction de L'Isle-d'Abeau, s'intercale la gare fermée de Vaulx-Milieu.

## Histoire
La station de La Verpillière est mise en service le 1er juillet 1858 par la Compagnie des chemins de fer du Dauphiné, lorsqu'elle ouvre à l'exploitation la première section de Lyon à Bourgoin de sa concession de Lyon à Grenoble. Le 22 juillet 1858, la Compagnie du Dauphiné fusionne avec la Compagnie des chemins de fer de Paris à Lyon et à la Méditerranée (PLM). Néanmoins elle ne devient véritablement une gare du réseau PLM que deux ans plus tard car la convention de fusion prévoit que la fusion sera effective qu'après deux années d'exploitation de la ligne.

## Service des voyageurs

### Accueil
Gare SNCF, elle dispose d'un bâtiment voyageurs, avec guichet salle d'attente et relais toilettes, ouvert du lundi au samedi et fermé les dimanches et jours fériés. Elle est équipée d'automates pour l'achat de titres de transport TER.
Une passerelle permet la traversée des voies et l'accès aux quais.

### Desserte
La Verpillière est desservie par des trains TER Auvergne-Rhône-Alpes des relations :
- de Lyon-Part-Dieu à Grenoble,
- de  Lyon-Perrache à Saint-André-le-Gaz.

Elle fait partie des trois gares du Nord-Isère desservies systématiquement par les trains entre Grenoble et Lyon. Elle polarise également le bassin démographique de Villefontaine, voisine et plus peuplée.

### Intermodalité
Un parc pour les vélos (48 places en consigne collective et accroche-vélos en libre accès)  et un parking pour les véhicules y sont aménagés.
Cette gare est desservie par des bus du réseau urbain Bourgoin-Jallieu - Agglomération nouvelle (RUBAN), en l'occurrence des lignes 5 et 8 de façon directe et 7 à distance à l'arrêt Giraud Gare. Elle est aussi desservie par des cars interurbain, ligne T16 des cars Région Isère.